# Sonate K. 551
La sonate K. 551 (F.502/L.396) en si bémol majeur est une œuvre pour clavier du compositeur italien Domenico Scarlatti.

## Présentation
La sonate K. 551, en si bémol majeur, notée Allegro, forme une paire avec la sonate précédente.

## Manuscrits
Le manuscrit principal est Parme XV 38 (Ms. A. G. 31420) copié en 1757 ; les autres sont Münster I 86 (Sant Hs 3964) et Vienne D 36 (VII 28011 D).

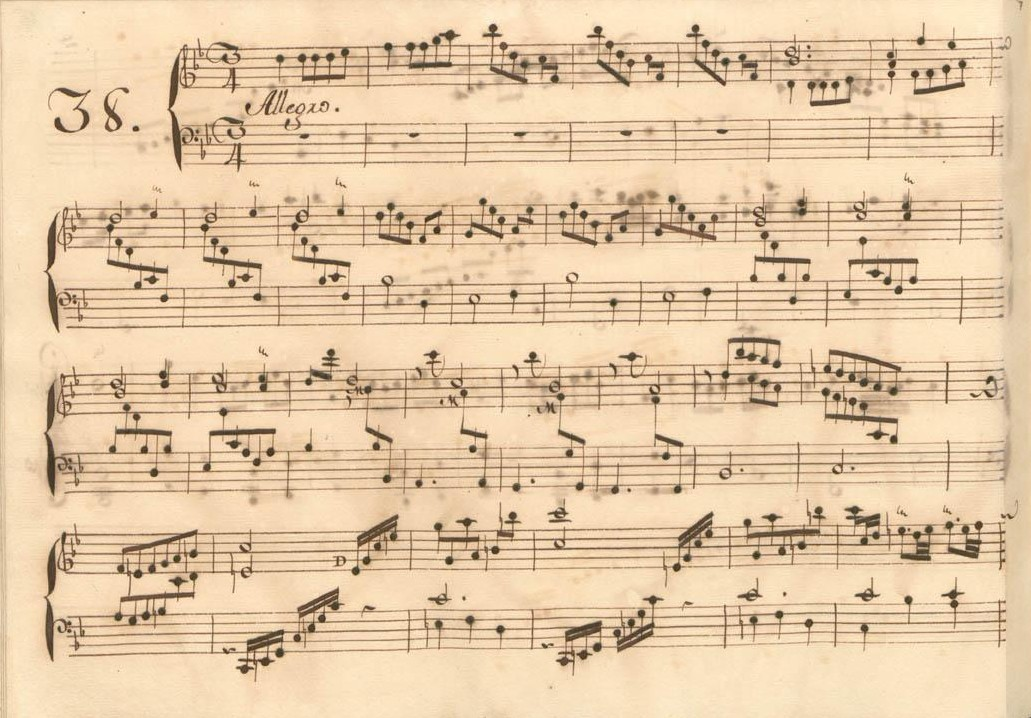
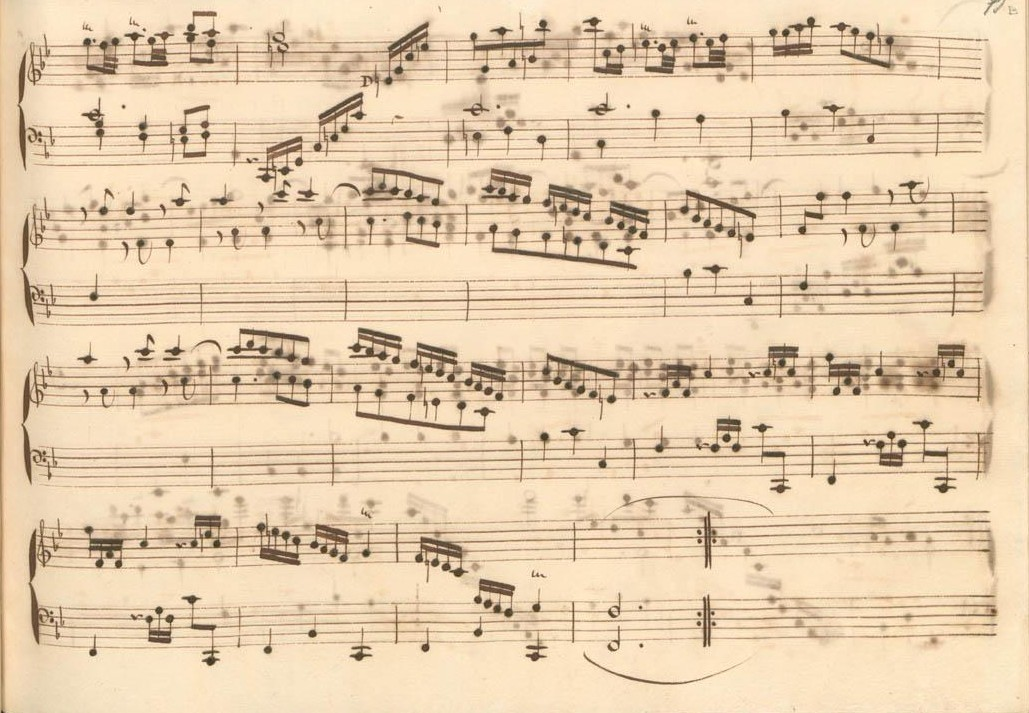
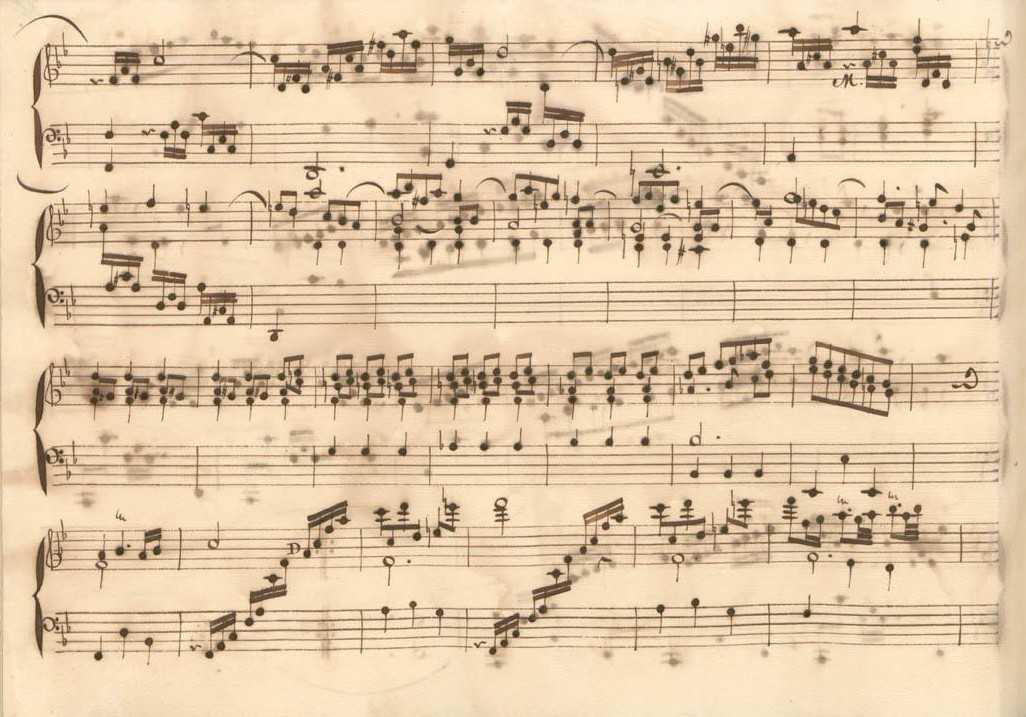
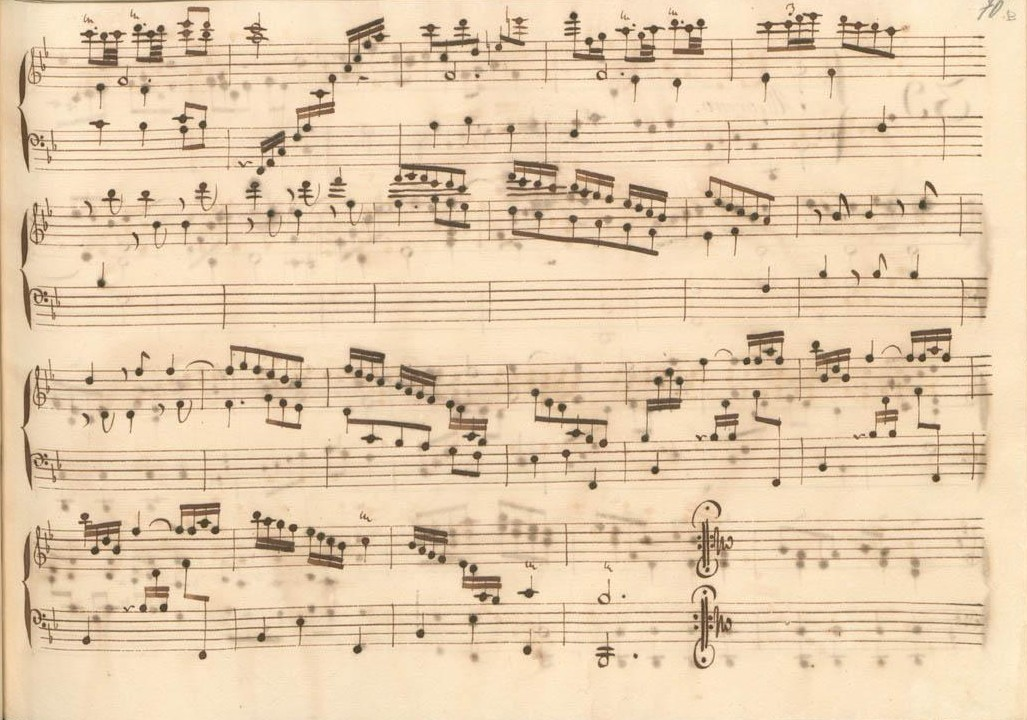

## Interprètes
La sonate K. 551 est défendue au piano notamment par Maria Tipo (1956, Vox et 1987, EMI), Christian Zacharias (1979, EMI), Dubravka Tomšič Srebotnjak (1987, Grosse Meister), Racha Arodaky (2007, Zig-Zag Territoires), Carlo Grante (2012, Music & Arts, vol. 3), Anne Queffélec (2014, Mirare), Sergio Monteiro (2017, Naxos, vol. 18), Christian Ihle Hadland (2018, Simax) et Jeremy Denk (2017, Nonesuch) ; au clavecin par Scott Ross (1985, Erato), Maggie Cole (1986, Amon Ra), Richard Lester (2005, Nimbus, vol. 7), Pieter-Jan Belder (Brilliant Classics, vol. 12) et Pierre Hantaï (2016, Mirare, vol. 5).

## Sources
: document utilisé comme source pour la rédaction de cet article.
- Ralph Kirkpatrick (trad. de l'anglais par Dennis Collins), Domenico Scarlatti, Paris, Lattès, coll. « Musique et Musiciens », 1982 (1re éd. 1953 (en)), 493 p. (ISBN 978-2-7096-0118-4, OCLC 954954205, BNF 34689181).
- Alain de Chambure, « Domenico Scarlatti : Intégrale des sonates — Scott Ross », Erato (2564-62092-2), 1985 (OCLC 891183737) .